# 皮普赖奇
皮普赖奇（Pipraich），是印度北方邦Gorakhpur县的一个城镇。总人口14829（2001年）。

## 人口
该地2001年总人口14829人，其中男性7780人，女性7049人；0—6岁人口2264人，其中男1166人，女1098人；识字率61.26%，其中男性为70.40%，女性为51.17%。